# Paliwo kriogeniczne
Paliwa kriogeniczne – skondensowane mieszanki paliwowe, schłodzone do postaci ciekłej gazy takie jak wodór, metan i tlen. Ciekłe gazy, przede wszystkim wodór, osiągają najlepsze stosunki energii spalania do ich masy, nieosiągalne dla innych paliw. Wykorzystywane w napędzie rakiet, prowadzone są badania nad wykorzystaniem w naddźwiękowych lotach międzykontynentalnych. Do 2050 roku planowane jest wprowadzenie bezspalinowego podróżowania samolotami na świecie z pomocą paliw kriogenicznych (wodór i tlen połączą się w parę wodną) i biopaliw.
Przykład wykorzystania: amerykańska Delta IV, europejska Ariane 5 i japońska H-IIA.